# Агресія

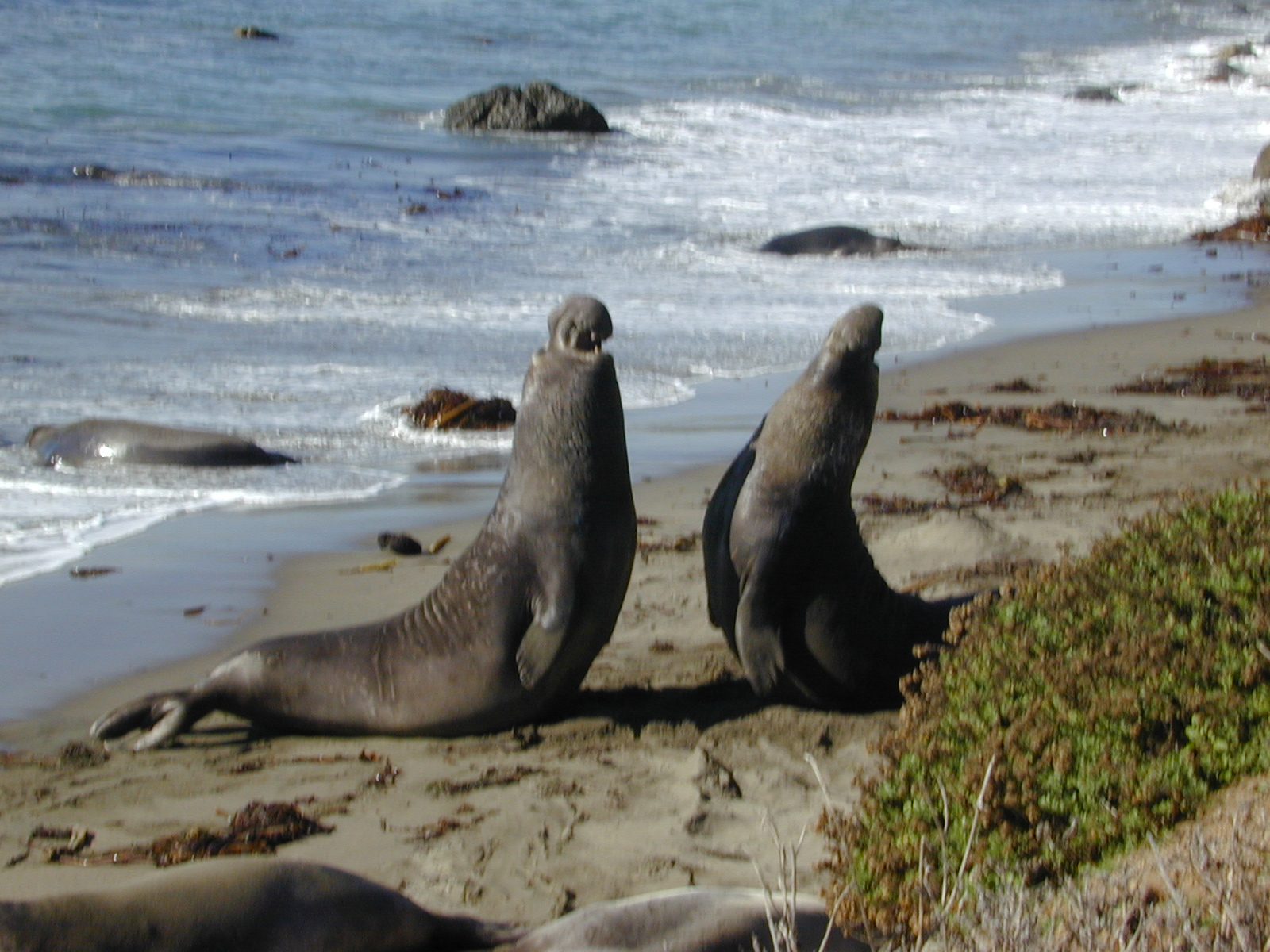
Протистояння морських слонів

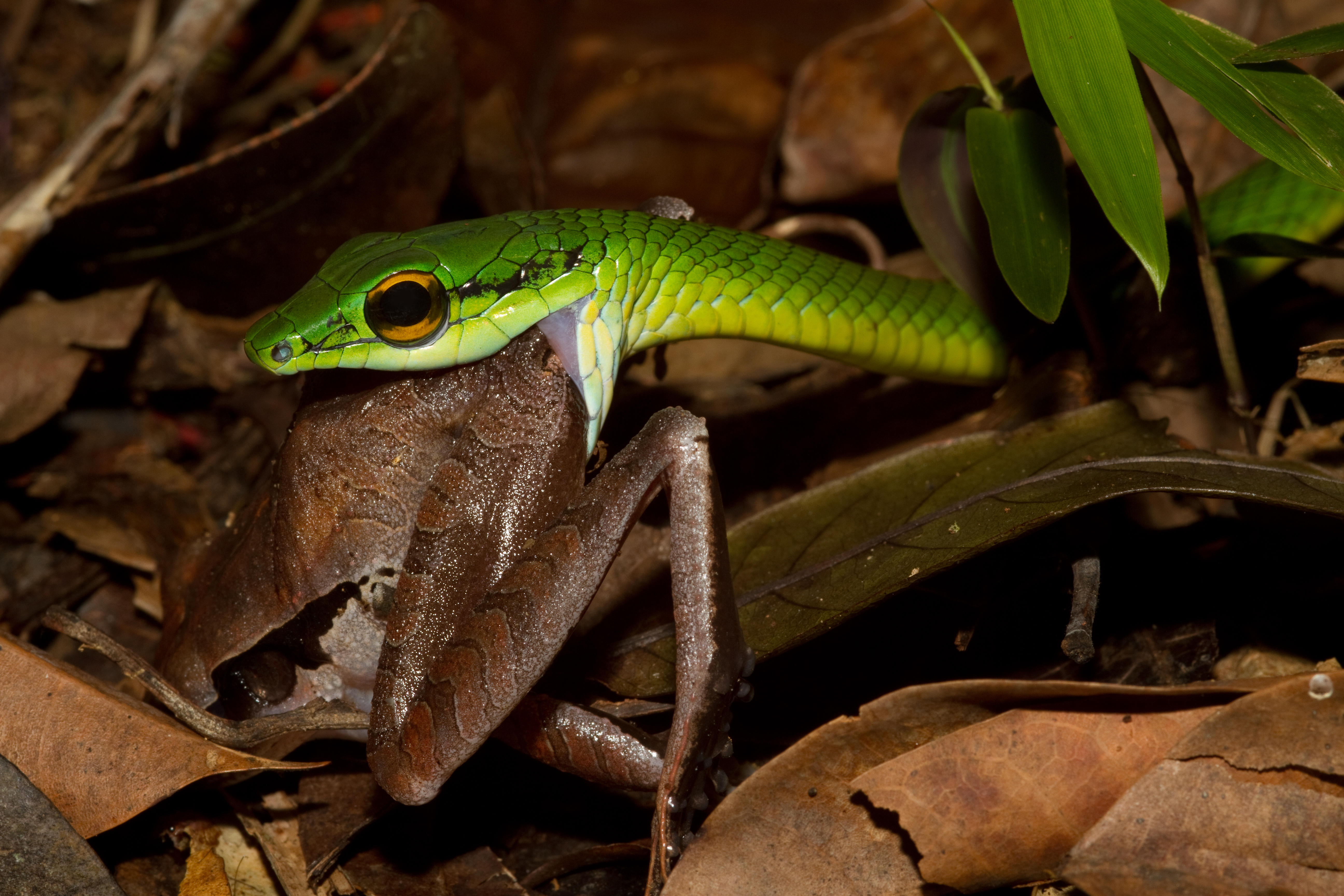
атакуюча батігоподібна змія

Агресія (лат. aggressio — напад) — інстинктивна індивідуальна поведінка людей, тварин, яку породжує страх, лють тощо. Вона виражається в нападі або загрозі нападу на особин свого (рідше чужого) виду.

## Агресивна поведінка у тварин

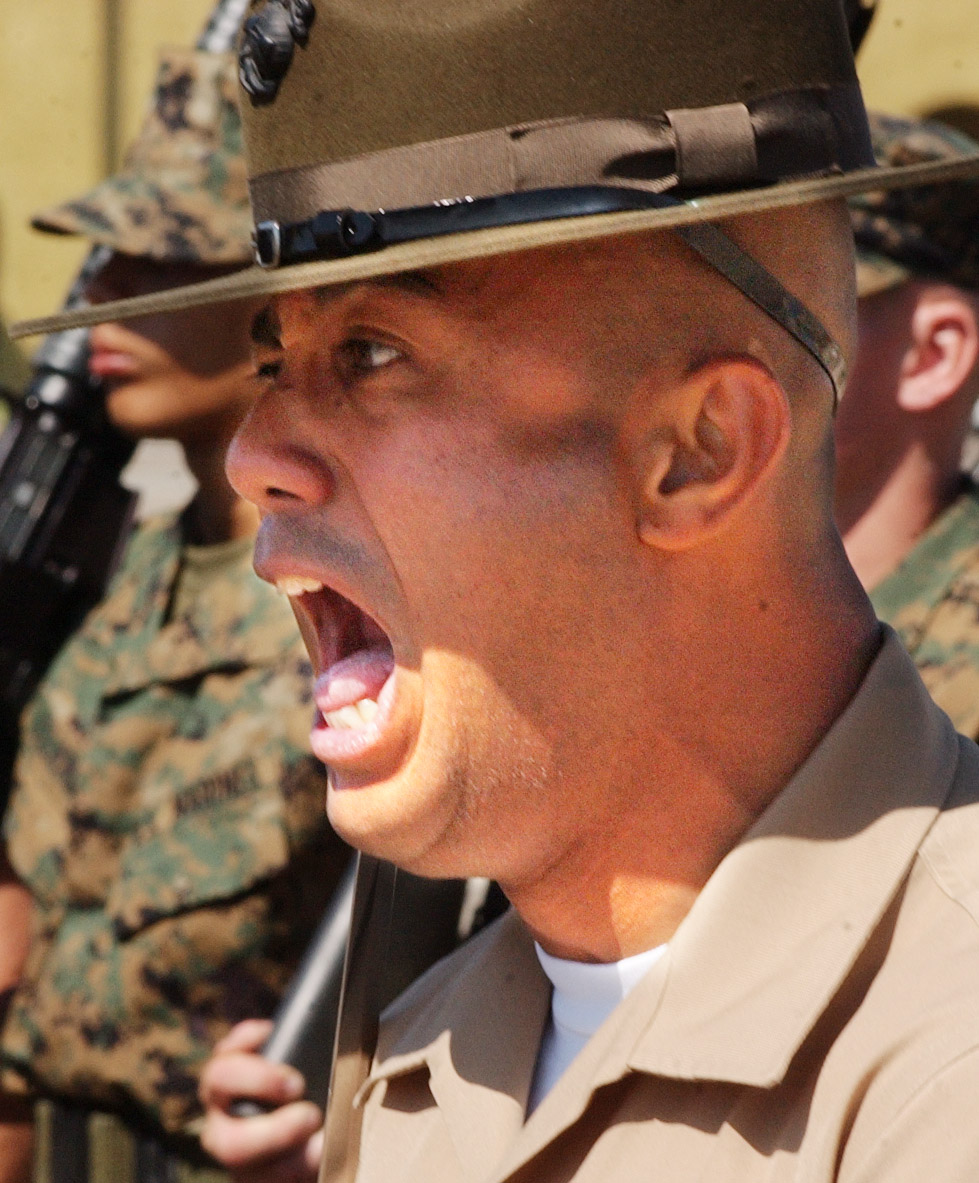
Агресія як стимул до навчання: сержант готує морських піхотинців

Агресивна поведінка у тварин — дії тварини, спрямовані проти іншої тварини з метою її залякування, придушення волі або нанесення їй фізичних травм. Зазвичай агресивна поведінка розглядається як складова частина внутрішньовидового агоністичного поводження, але іноді говорять і про агресивність хижака стосовно жертви тощо. Так, пташеня медоуказчика в перші години після вилуплення з яйця вбивають пташеняти птаха-хазяїна, у гнізді якого він вивівся. Внутрішньовидова агресія сприяє формуванню ієрархії при високій щільності популяції і територіальності при низькій її щільності. Часто агресивна поведінка виявляється вже на ранніх стадіях онтогенезу (наприклад, у личинок паразитичних перепончатокрилих, що вступають у смертоносні бійки один з одним). Агресивна поведінка пташеняти в багатьох видів хижих птахів (сов, поморників, чапель і ін.) приводить до знищення молодшого з них (каїнізм), а іноді — і до поїдання його побратимами (канібалізм). На ґрунті агресивної поведінки можливо також дітовбивство (інфантицид) у чайкових птахів, хижих ссавців (леви), гризунів (ховрашки) і т. д При захисті групової території спостерігається колективна агресивна поведінка хазяїнів стосовно чужинців. В багатьох випадках агресивна поведінка стимулюється статевими гормонами.

## Агресивна поведінка у людей
Агре́сія у людей — фізична або вербальна поведінка людини, спрямована на пошкодження або зруйнування. У випадку, якщо агресія виявляється в найбільш екстремальній і соціально неприпустимій формі, вона переростає у насильство.
Агресивність — риса характеру, що виражається у ворожому ставленні людини до інших людей, до тварин, до навколишнього світу. Агресивними називаються такі дії і таке відношення людини, яке, будучи ворожим, у той же час не викликається будь-якими об'єктивними причинами, не може бути виправдане обставинами, що склалися, або міркуваннями морального або юридичного характеру, зокрема — необхідністю самооборони або захисту інших людей.
Існує багато теорій пояснення агресії. Теорія відомого психолога Гобса, наприклад, витікає з твердження, що всі люди за своєю природою егоїстичні, брутальні і жорстокі, тобто агресія закладена у підсвідомості як інстинкт, саме через «тваринну» сторону людської натури.
Психолог Зіґмунд Фройд загалом підтримував точку зору Гобса, але він пішов ще далі, розвинувши свою «теорію двох інстинктів». Вона полягає ось у чому. В кожній людині існують так звані інстинкт життя та інстинкт смерті. Інстинкт життя забезпечує енергію для існування росту і розвитку, у той час як інстинкт смерті працює на самознищення індивіда. Інстинкт смерті часто спрямовується назовні, проти навколишнього світу у формі агресії. Енергія інстинкту смерті постійно акумулюється в людині. Якщо вона не реалізується в маленьких дозах, то врешті-решт виллється в екстремальній формі. Спосіб очищення від негативної енергії — катарсис (емоції виражаються через плач, слова, символічні дії і т. д.).
Етолог Конрад Лоренц після довготривалого вивчення поведінки тварин розвинув теорію, що агресія — це успадкована спонтанна готовність боротися за існування або захоплювати і захищати власність.
Також існує теорія впливу на агресію генетичних факторів, яка була неодноразово доведена за допомогою експериментів з близнюками. Гени можуть впливати на поведінку через кодування, вироблення специфічних білків, які функціонують в мозку і нервовій системі і прямо впливають на поведінку людини.
Якщо говорити про фізіологічні причини агресії, то тут головну роль відіграє лімбічна система. Мозкове захворювання лімбічної системи було характерним для людей, в яких проявлявся синдром дисконтролю, що характеризується безпричинною жорстокістю, патологічною схильністю до насильства.
Як у людей, так і у тварин, особи чоловічої статі завжди виявляють більшу агресивність, ніж жіночої; — можливо це частково результат раннього впливу статевих гормонів на мозок. Особи жіночої статі, яким були введені чоловічі статеві гормони, поводились більш агресивно, але все одно не так, як особи протилежної статі, яким нічого не вводили.
Через 20 років після Фрейда була висунута альтернативна гіпотеза агресії. Агресія визначалася як набутий (а не інстинктивний) захисний механізм, спричинений зовнішніми факторами, а не внутрішніми. Наприклад, діти в країнах, що перебувають в стані війни, починають набагато раніше і яскравіше проявляти агресію, ніж їхні ровесники, які живуть у мирний час. Взагалі, агресія часто виникає як так званий «захисний механізм» проти впливів ворожого оточення.
Не можна залишити поза увагою вплив на поведінку людини алкоголю і наркотиків. Багато людей відносяться до наркотиків так само упереджено, як і до алкоголю, хоча особи, які вживають легкі наркотики, менш небезпечні для суспільства, ніж ті, що зловживають алкоголем. Численні експерименти, а також статистика, довели, що більшість злочинів скоюється людьми в стані алкогольного, а не наркотичного сп'яніння. У той час, як алкоголь підвищує агресивність, легкі наркотики, зокрема маріхуана, її зменшують.
В будь-якому випадку, агресія є одним із захисних механізмів людини, за допомогою якого людина намагається якось скинути негативні емоції і пристосуватися до навколишніх умов. Але, цей шлях не є оптимальним, і тому, мабуть, слід знаходити інші шляхи виходу з складних життєвих ситуацій.